# Noureddine Sefiani
Noureddine Sefiani (arabisch نور الدين السفياني, DMG Nūr ad-Dīn as-Sufyānī; * 30. Dezember 1947 in Salé) ist ein marokkanischer Diplomat im Ruhestand. Er ist verheiratet und hat drei Kinder.

## Werdegang
1968 schloss er ein Studium der Rechtswissenschaft ab.
Von 1969 bis 1970 studierte er Diplomatie an der Columbia University in New York City.
Von 1975 bis 1976 studierte er Öffentliche Verwaltung an der Ecole nationale d’administration publique à Rabat
Von 1971 bis 1973 war er Gesandtschaftssekretär erster Klasse nächst dem UNO-Hauptquartier.
1974 und von 1976 bis 1977 war er Büroleiter des marokkanischen Außenministers.
Von 1977 bis 1978 leitete er die Abteilung Entwicklungszusammenarbeit.
Von 1978 bis 1982 war er Assistent des Leiters der Abteilung Politik.
Von 1982 bis 1985 war er Gesandtschaftsrat in London.
1986 war er Gesandter und Ministre plénipotentiaire in Seoul (Südkorea).
Von 1987 bis 1993 war er Gesandter und Ministre plénipotentiaire nächst dem UNO-Hauptquartier. Wo er im November 1985 den im Haushaltskomitee zurückgetretenen Rachid Lahlou ersetzte.
Von 1994 bis 1996 wurde er in Rabat beschäftigt.
Von 1996 bis 2000 war er Botschafter in Athen zeitgleich war er ab 2000 in Nikosia akkreditiert.
Von 2001 bis 2005 leitete er die Abteilung Asien und Ozeanien.
Von 2006 bis zum 29. Mai 2009 war er Botschafter in Moskau.